# سیروس زارع
سیروس زارع مرمتگر آثار تاریخی و بازنشسته میراث جهانی تخت جمشید است. او چند دهه در تخت جمشید و سایر بناهای تاریخی ایران به مرمت آثار تاریخی مشغول بوده است. سیروس زارع در سال ۱۳۹۳ به عنوان مرمت گر برتر ایران برگزیده شداو در مرمت بسیاری از آثار تاریخی ایران دخیل بوده است؛ آثار ی چون پاسارگاد، تخت جمشید، مجموعه حافظیه، مجموعه ساسانی بیشاپور، میراث جهانی شوش، میراث جهانی بیستون کرمانشاه، میراث جهانی بم، بندر بوشهر، ایذه خوزستان (ایاپیر) و بسیاری دیگر در این باره را می‌توان نام برد.
سیروس زارع علاوه بر اجرای مرمت به نگارش و تحقیق در زمینه تاریخ هم مشغول است. علاوه بر این سیروس زارع در تهیه مستندهای بسیاری جهت معرفی و آشنا ساختن شهروندان ایرانی با مواریث خود گام برداشته است و همواره به گروه‌های مختلف در این راستا مشاوره داده است. سیروس زارع همچنین با همکاری محمدعلی اینانلو چهار قسمت از مجموعه مستند گردش را به تخت جمشید اختصاص دادند که با استقبال گسترده شهروندان ایرانی مواجه شد، این مجموعه از شبکه چهار سیما پخش شد.
سیروس زارع بابت چندین دهه تلاش برای میراث فرهنگی ایران و با توجه به قابلیتهایی که دارا بود در سال ۱۳۹۴ درجه هنری دو را از سوی وزارت فرهنگ و ارشاد اسلامی دریافت کرد. وی همچنین با توجه به سوابقی که داشت، برای رفع بحران مرمت آرامگاه سعدی که به سعدیه معروف است توسط اداره کل میراث فرهنگی فارس مأمور شد، و این کار را در اواخر سال ۱۴۰۳ تا اوایل سال ۱۴۰۳ انجام داد. از جمله کارهای برجسته سیروس زارع که در سال ۱۴۰۳ انجام شد مرمت نقش برجسته کورنگان است. سیروس زارع همواره دغدغهٔ میراث فرهنگی داشته است و به همین دلیل مدام در رسانه‌ها حضور فعال داشته است. اکنون او مشغول تدوین و نگارش خاطرات سی سالهٔ خود در تخت جمشید است.